# Karl Ferdinand Karlsson
Karl Ferdinand Karlsson, född  16 oktober 1882 i Balderum i Vånga församling i Östergötland, död 8 oktober 1954 i Norrköpings Hedvigs församling, var en svensk kammarskrivare,[källa behövs] författare och publicist verksam i Stockholm.[källa behövs] Karlsson redigerade flera tidningar, tidskrifter och böcker inom Östra Smålands missionsförening; däribland Barntidningen Senapskornet och Skogsblomman. Karlsson författade en mängd berättelser, levnadsteckningar och poem. Hans signatur var K.K-n. Hans verk är publicerade i Lova Herren 1988, 1988 med nr 90,221,327,381,495,508,557,572,599,600,712,714. samt med 53 psalmer i Guds lov.

## Psalmer
- Din Konung till dig kommer nr 90, Lova Herren.
- Ditt Ord, o Herre, är den klara lykta, nr 221 Lova Herren skriven 1925.
- Känner du vännen, den vite och röde, nr 327 Lova Herren skriven 1910.
- Så syndfull och svart här på jorden jag går, nr 381 Lova Herren.
- Är ditt namn i himlen skrivet, nr 495 Lova Herren skriven 1910.
- Herre kär, min tillflykt, mitt försvar, nr 572 Lova Herren skriven 1921.